# Centrale nucléaire de Kakrapar
La centrale nucléaire de Kakrapar est construite près de la ville de Surate dans l'État du Gujarat situé à l'ouest de l'Inde. La centrale est exploitée par la compagnie Nuclear Power Corporation of India Ltd. Elle comprend trois réacteurs en service et un réacteur en construction.

## Kakrapar 1 et 2
Deux réacteurs à eau lourde pressurisée (PHWR) du type CANDU de capacité 220 MW ont été mis en service dans les années 1990 :
- Kakrapar 1, 220 MWe, mis en service en 1993,
- Kakrapar 2, 220 MWe, mis en service en 1995.

## Kakrapar 3 et 4
Le 22 juillet 2020, le réacteur no 3 de la centrale nucléaire de Kakrapar a divergé, il a été couplé au réseau le 10 janvier 2021. C'est le premier réacteur à eau lourde sous pression (PHWR) de 700 MWe, de conception nationale, à entrer en fonctionnement.
Un projet de construction de quatre de ces réacteurs avait été approuvé en 2009 ; Kakrapar 4 devrait être mis en service en septembre 2021, Rajasthan 7 en mars 2022 et Rajasthan 8 en 2023. En février 2024, ces réacteurs sont toujours en construction.

## Accidents
Fin mai 2011, quatre ouvriers indiens ont été exposés à une dose d'irradiation de 90 millisieverts selon le directeur de la centrale, K.P. Dutta.